# Mircəlal Həsənzadə
Mircəlal Həsənzadə (ur. 18 lipca 1994) – azerski zapaśnik walczący w stylu wolnym. 
Zajął piąte miejsce na mistrzostwach Europy w 2018. Siódmy na igrzyskach wojskowych w 2015. Pierwszy na ME U-23 w 2016. Drugi na MŚ juniorów w 2014. Trzeci na ME juniorów w 2011 i drugi wśród kadetów w 2010 roku.